# بليك نيلسون
بليك نيلسون (بالإنجليزية: Blake Nelson)‏ هو كاتب سيناريو وكاتب أمريكي، ولد في 31 أغسطس 1965 في شيكاغو في الولايات المتحدة.

## وصلات خارجية
- بليك نيلسون على موقع IMDb (الإنجليزية)
- بليك نيلسون على موقع قاعدة بيانات الفيلم (الإنجليزية)